# Каумбаев, Тоганбай
Тоганба́й Каумба́ев (20 марта 1922 — 11 июля 2014) — командир отделения 20-й отдельной разведывательной роты 69-й Краснознамённой Севской стрелковой дивизии 65-й армии Центрального фронта, сержант. Герой Советского Союза.

## Биография
Родился 20 марта 1922 года в селе Чиммкорган, Кызыл-Кумского района Южно-Казахстанской области, в крестьянской семье. Казах.
Окончил 6 классов, работал чабаном в совхозе.
В армию призван в январе 1942 года Кызылкумским райвоенкоматом Южно-Казахстанской области Казахской ССР. На фронте — с апреля 1942 года. Член ВКП(б)/КПСС с 1944 года.
Воевал командиром отделения 20-й отдельной разведывательной роты 69-й стрелковой Севской дивизии 65-й армии Центрального фронта, сержант.
В 1944 году Каумбаев окончил курсы младших лейтенантов.
В 1946 году вышел в запас в звании старшего лейтенанта. В 1948 году окончил Алма-Атинскую юридическую школу. В 1962 году — советскую партийную школу.
Работал гидротехником в совхозе «Шардара» Чимкентской области Казахстана.
Член Южно-Казахстанского обкома КНПК.
Скончался 11 июля 2014 года в Шымкенте.

## Подвиг
Командир отделения 20-й отдельной разведывательной роты (69-я стрелковая дивизия, 65-я армия, Центральный фронт) комсомолец сержант Тоганбай Каумбаев 15 октября 1943 года с группой разведчиков форсировал реку Днепр южнее посёлка городского типа Лоев Лоевского района Гомельской области Белоруссии. Захватив рубеж на правом берегу Днепра, отделение удерживало его, обеспечивая высадку десанта.
Указом Президиума Верховного Совета СССР от 30 октября 1943 года за образцовое выполнение боевых заданий командования на фронте борьбы с немецко-фашистскими захватчиками и проявленные при этом мужество и героизм сержанту Каумбаеву Тоганбаю присвоено звание Героя Советского Союза с вручением ордена Ленина и медали «Золотая Звезда» (№ 1625).

## Награды
- Медаль «Золотая Звезда» (№ 1625) (30.10.1943)[2].
- Орден Ленина (30.10.1943).[3]
- Орден Отечественной войны 1-й степени.
- Орден Красной Звезды(10/02/1945)[4]
- Медаль «За отвагу» (02.10.1943)[5][6].
- Медали.